# Karlsøy
Gmina Karlsøy (norw. Karlsøy kommune) – norweska gmina leżąca w regionie Troms. Jej siedzibą jest miasto Hansnes.
Karlsøy jest 99. norweską gminą pod względem powierzchni.

## Demografia
Według danych z roku 2005, gminę zamieszkuje 2372 osób. Gęstość zaludnienia wynosi 2,28 os./km². Pod względem zaludnienia Karlsøy zajmuje 313. miejsce wśród norweskich gmin.
| ludność stan na 1 stycznia 2005 |         |           |       |
|                                 | kobiety | mężczyźni | razem |
| osób                            | 1250    | 1122      | 2372  |
| %                               | 52,7%   | 47,3%     | 100%  |

| wykształcenie stan na 1 października 2004 |        |         |        |        |
|                                           | podst. | średnie | wyższe | niezn. |
| osób                                      | 826    | 912     | 164    | 42     |
| %                                         | 42,49% | 46,91%  | 8,44%  | 2,16%  |

## Edukacja
Według danych z 1 października 2004:
- liczba szkół podstawowych (norw. grunnskolar): 4
- liczba uczniów szkół podst.: 299

## Władze gminy
Według danych na rok 2011 administratorem gminy (norw. rådmann) jest Jan Hugo Sørensen, natomiast burmistrzem (norw. ordfører, d. borgermester) jest Bent Georg Gabrielsen.